# Meden thaumazein
Meden thaumazein грч.(изговор: меден тхаумазеин). Ничему се не треба чудити. (Питагора)

## Поријекло изреке
Ову изреку је изрекао велики  грчки  математичар и  мислилац Питагора када га је неки знатижељник питао шта је он, велики ум, научио филозофирајући.

## Изрека на латинском језику
“Nil (nihil) admirari“ „лат.“ (изговор: Нил (нихил) адмирари).

## Тумачење
Све што изгледа немогуће и велико чудо, вјероватно је могуће, само треба времена да се то и покаже. Зато се не треба чудити!